# Collins (Iowa)
Collins és una població dels Estats Units a l'estat d'Iowa. Segons el cens del 2000 tenia 499 habitants.

## Demografia
Segons el cens del 2000, Collins tenia 499 habitants, 207 habitatges, i 129 famílies. La densitat de població era de 393,2 habitants per km².
Dels 207 habitatges en un 26,1% hi vivien nens de menys de 18 anys, en un 54,1% hi vivien parelles casades, en un 5,8% dones solteres, i en un 37,2% no eren unitats familiars. En el 31,9% dels habitatges hi vivien persones soles el 18,4% de les quals corresponia a persones de 65 anys o més que vivien soles. El nombre mitjà de persones vivint en cada habitatge era de 2,41 i el nombre mitjà de persones que vivien en cada família era de 3,06.
Per edats la població es repartia de la següent manera: un 25,7% tenia menys de 18 anys, un 8,2% entre 18 i 24, un 26,7% entre 25 i 44, un 19,8% de 45 a 60 i un 19,6% 65 anys o més.
L'edat mediana era de 36 anys. Per cada 100 dones de 18 o més anys hi havia 89,3 homes.
La renda mediana per habitatge era de 37.917 $ i la renda mediana per família de 42.422 $. Els homes tenien una renda mediana de 29.904 $ mentre que les dones 23.229 $. La renda per capita de la població era de 20.284 $. Entorn del 3,7% de les famílies i el 5% de la població estaven per davall del llindar de pobresa.

## Poblacions més properes
El següent diagrama mostra les poblacions més properes.